# فرحناز بهلوي

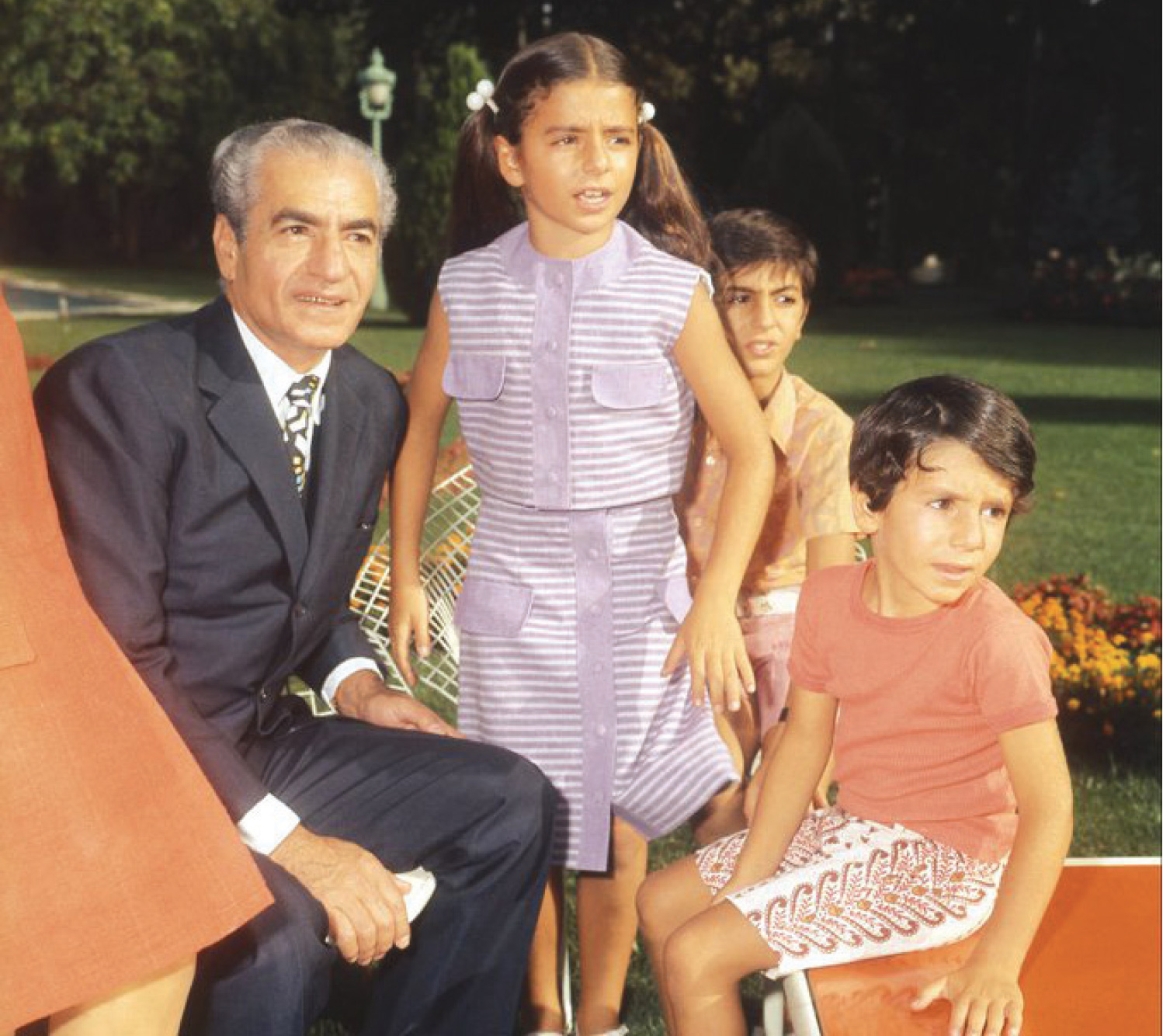
الأميرة فرحناز في الوسط بين والدها شاه إيران وأخويها رضا بهلوي الثاني وعلي رضا بهلوي

فرحناز بهلوي (بالفارسیة: فرحناز پهلوی) هي الابنة الكبرى لشاه إيران السابق محمد رضا بهلوي من زوجته الثالثة فرح بهلوي.

## المولد والنشأة

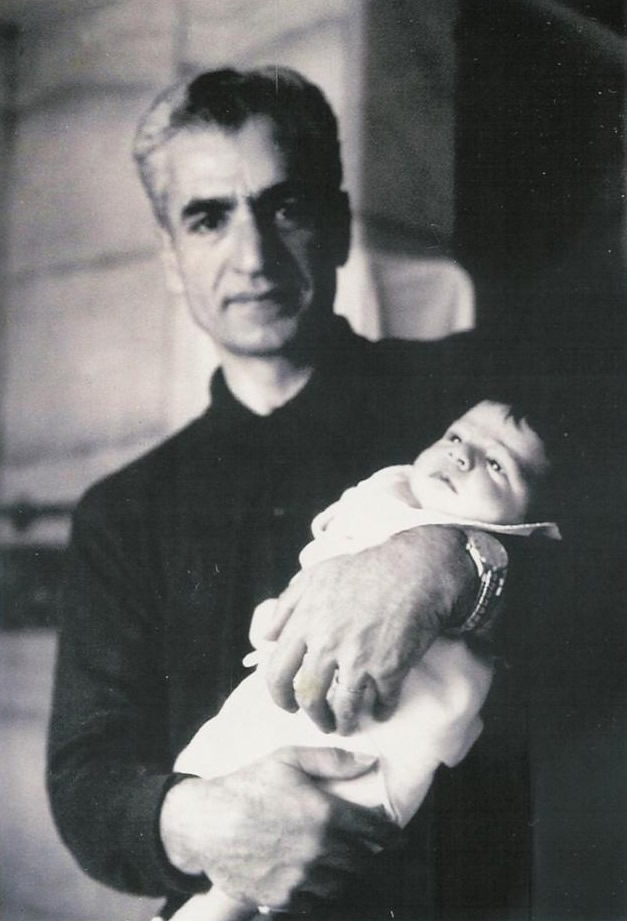
الطفلة الأميرة فرحناز بين يدي والدها محمد رضا بهلوي

ولدت الأميرة فرحناز في طهران بإيران في 12 مارس من عام 1963 ، وهي كبرى بنات شاه إيران السابق محمد رضا بهلوي من زوجته الثالثة الشهبانو فرح بهلوي ولها من الأخوات الأميرة ليلى بهلوي وأخت غير شقيقة هي الأميرة شاهيناز بهلوي ابنة الأميرة فوزية زوجة شاه إيران الأولى بنت الملك فؤاد الأول ملك مصر السابق. وللأميرة فرحناز من الأخوة الأشقاء رضا بهلوي الثاني وعلي رضا بهلوي.

## تعليمها
تلقت تعليمها الأولي في مدرسة بيافران الخاصة في طهران، ثم في مدرسة «إيثيل ووكر» في مدينة سمربوري بولاية كونيتيكت بالولايات المتحدة الأمريكية، وبعد خروج أسرة بهلوي من إيران بسبب الثورة الإيرانية الإسلامية عام 1979 تابعت تعليمها في الكلية الأمريكية بالقاهرة في مصر من عام 1981 حتى عام 1982 ، والتحقت بعدها بكلية «بينينغتون» في مدينة «بينينغتون» بولاية فيرمونت الأمريكية، وحصلت على درجة البكالوريوس في الفنون تخصص العمل الاجتماعي من جامعة كولومبيا بالولايات المتحدة الأمريكية في عام 1986 ثم درجة الماجستير في علم النفس للأطفال من نفس الجامعة عام 1990.

## وصلات خارجية
- فرحناز بهلوي على موقع IMDb (الإنجليزية)

الموقع الرسمي للشهبانو فرح بهلوي